# Деак Ференц тер (станция метро)
«Де́ак Фе́ренц тер» (венг. Deák Ferenc tér — «Площадь Ференца Деака») — крупный пересадочный узел Будапештского метрополитена, на котором пересекаются три из четырёх существующих линий. До марта 2014 года был единственным пересадочным узлом Будапештского метро.

## Конструкция пересадочного узла
Все три станции расположены под одноимённой площадью в центральной части Пешта. Узел имеет большое транспортное значение, кроме пересадок с линии на линию метрополитена пассажиры пересаживаются на площади Ференца Деака на многочисленные маршруты наземного транспорта. Площадь и станция названы именем Ференца Деака, венгерского политика XIX века.
Станция линии M1 открыта 2 мая 1896 года в составе первого участка будапештского метро «Гизелла тер» (ныне «Вёрёшмарти тер») — «Артези фюрдё» (ныне «Сеченьи фюрдё»). В 1955 году при строительстве второй линии метро станция была перенесена на нынешнее место, а в старом зале в 1975 году был открыт музей Фёльдалатти, в который можно попасть из вестибюля пересадочного узла.
Станция линии M2 открыта 4 апреля 1970 года в составе участка «Деак Ференц тер» — «Эрш везер тере». Станция пилонного типа, построена тоннельным способом и состоит из одной островной платформы.
Станция линии M3 открыта 31 декабря 1976 года, в составе участка «Деак Ференц тер» — «Надьварад тер». Станция колонного типа, построена тоннельным способом и состоит из одной островной платформы.